# 이미지 코믹스

로고-이미지 코믹스(Image Comics)

이미지 코믹스(Image Comics)는 미국의 만화 출판사이다.

## 주요 작품
- 주피터스 레거시 (만화)(Jupiter's Legacy)
- 스폰 (만화)(Spawn)
- 인빈시블(Invincible)
- 워킹데드 (The Walking Dead)